# معاهدة السلام الخمسينية

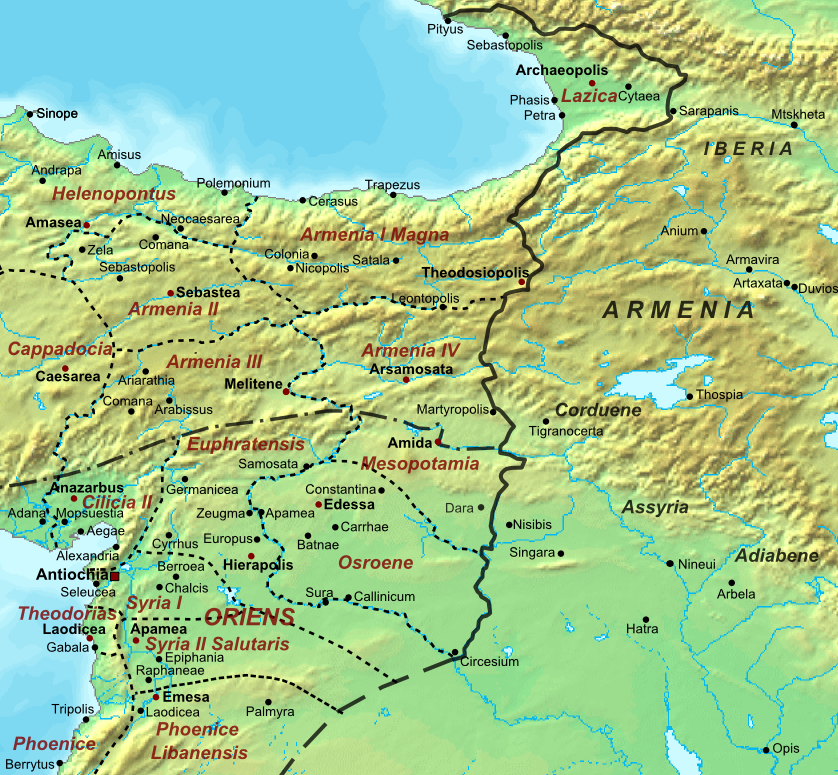
الحدود البيزنطية الساسانية في القوقاز وآسيا الصغرى وقت وفاة جستنيان عام 565.

كانت معاهدة دارا، المعروفة أيضًا باسم سلام الخمسين عامًا، معاهدة سلام أُبرمت بين الإمبراطورية البيزنطية (الرومانية الشرقية) والإمبراطورية الساسانية (الفارسية) في بلدة دارا الحدودية في ما يعرف الآن بجنوب تركيا عام 562. المعاهدة، التي تفاوض بشأنها بطرس الأرستقراطي للإمبراطور البيزنطي جستنيان الأول وIzadgushasp للملك الساساني كسرى الأول أنهت 20 عاما من الحرب على مملكة لازيكا القوقازية. احتوت المعاهدة على 13 مادة وهي مسجلة بشكل جيد. غطت جميع أجزاء الإمبراطوريتين، بيرارمينيا، ولازيكا، والدول العميلة، والحلفاء العرب.
تعهد الساسانيون بإخلاء لازيكا، لكن وضع البلد المجاور سوانا لم يتضح ليصبح مصدر خلاف في المستقبل. كان الساسانيون سيحصلون على إعانة مالية سنوية من 30,000 ذهب صوليدوس، مع دفع السنوات السبع الأولى المستحقة فورًا. تم تضمين نفقات خطوط الدفاع في القوقاز ضد البدو في الشمال، والتي كانت لها مصلحة مشتركة وكانت مسؤولية الساسانيين، في المدفوعات. اتفق الطرفان على عدم إقامة تحصينات جديدة أو تحصين المستوطنات القائمة على الحدود. ولمنع التجسس، تم اقتصار التجارة على الرقة، ونصيبين، ودفين، في حين اقتصر التجار من الدول الأخرى على دارا (تحت سيطرة البيزنطيين) ونصيبين (تحت سيطرة الساسانيين). تمتع اللاجئون بحرية العودة إلى ديارهم. وفي معاهدة منفصلة، وُعد المسيحيون في الإمبراطورية الساسانية بحرية الدين.
كان من المقرر أن تستمر معاهدة السلام لمدة 50 عامًا، لكنها ظلت سارية المفعول فقط حتى عام 572، عندما كسر جستين الثاني المعاهدة بعد سنوات من التوترات المتزايدة على جبهات متعددة، مما أدى إلى اندلاع حرب 572–591. من بين المصادر القديمة، يلقي حامي ميناندر وثيوفيلاكتوس سيموكاتيس باللوم على جستين الثاني، بينما لا يتفق معهما ثيوفانيس من بيزنطة.